# 拿骚的毛里茨桥
拿骚的毛里茨桥（Ponte Maurício de Nassau）是巴西伯南布哥州首府累西腓的一座桥梁，跨卡皮巴里贝河（Rio Capibaribe），连接累西腓和圣安东尼奥（Santo Antônio）两个社区。这是巴西的第一座大型桥梁。始建于1640年，1643年2月28日投入使用，目前的桥梁则建于1917年。长180米，宽16米，由巴尔塔扎尔·德·阿丰塞卡（Baltazar de Affonseca）和埃米利奥·恩里克·鲍姆加特（Emílio Henrique Baumgart）设计。该桥以17世纪的荷兰统治者拿骚-锡根的约翰·毛里茨命名。